# داني وينشل
داني وينشل (بالإنجليزية: Danny Winchell)‏ هو منتج أسطوانات وملحن أمريكي، ولد في 26 سبتمبر 1926 في بروكلين في الولايات المتحدة، وتوفي في 16 فبراير 2011 في ناشفيل في الولايات المتحدة.